# Ski alpin aux Jeux olympiques de 2018 – Slalom hommes
Navigation
Sotchi 2014 Pékin 2022
Le slalom hommes des Jeux olympiques d'hiver de 2018 a lieu le 22 février 2018 à 10 h 00 puis à 13 h 30 à Yongpyong.

## Médaillés
| Or                   | Argent                    | Bronze                  |
| André Myhrer (Suède) | Ramon Zenhäusern (Suisse) | Michael Matt (Autriche) |

## Résultats
| Rank                                | Bib | Name                          | Nation             | Run 1   | Rank | Run 2   | Rank | Total   | Behind |
| ----------------------------------- | --- | ----------------------------- | ------------------ | ------- | ---- | ------- | ---- | ------- | ------ |
| Médaille d'or, Jeux olympiques      | 7   | André Myhrer                  | Suède              | 47.93   | 2    | 51.06   | 8    | 1:38.99 | –      |
| Médaille d'argent, Jeux olympiques  | 15  | Ramon Zenhäusern              | Suisse             | 48.66   | 9    | 50.67   | 2    | 1:39.33 | +0.34  |
| Médaille de bronze, Jeux olympiques | 6   | Michael Matt                  | Autriche           | 49.00   | 12   | 50.66   | 1    | 1:39.66 | +0.67  |
| 4                                   | 24  | Clément Noël                  | France             | 48.58   | 7    | 51.12   | 10   | 1:39.70 | +0.71  |
| 5                                   | 10  | Alexis Pinturault             | France             | 48.54   | 6    | 51.18   | 11   | 1:39.72 | +0.73  |
| 6                                   | 16  | Victor Muffat-Jeandet         | France             | 48.34   | 3    | 51.41   | 14   | 1:39.75 | +0.76  |
| 7                                   | 35  | Kristoffer Jakobsen           | Suède              | 48.74   | 10   | 51.20   | 12   | 1:39.94 | +0.95  |
| 8                                   | 1   | Daniel Yule                   | Suisse             | 48.88   | 11   | 51.24   | 13   | 1:40.12 | +1.13  |
| 9                                   | 13  | Dave Ryding                   | Royaume-Uni        | 49.09   | 13   | 51.07   | 9    | 1:40.16 | +1.17  |
| 10                                  | 8   | Sebastian Foss Solevåg        | Norvège            | 48.53   | 5    | 51.65   | 20   | 1:40.18 | +1.19  |
| 11                                  | 9   | Marco Schwarz                 | Autriche           | 48.62   | 8    | 51.57   | 19   | 1:40.19 | +1.20  |
| 12                                  | 2   | Manfred Mölgg                 | Italie             | 48.40   | 4    | 51.84   | 23   | 1:40.24 | +1.25  |
| 13                                  | 20  | Leif Kristian Nestvold-Haugen | Norvège            | 49.27   | 14   | 51.04   | 7    | 1:40.31 | +1.32  |
| 14                                  | 22  | Loïc Meillard                 | Suisse             | 49.63   | 19   | 50.69   | 3    | 1:40.32 | +1.33  |
| 15                                  | 12  | Manuel Feller                 | Autriche           | 49.35   | 16   | 51.03   | 6    | 1:40.38 | +1.39  |
| 16                                  | 3   | Stefano Gross                 | Italie             | 49.27   | 14   | 51.44   | 16   | 1:40.71 | +1.72  |
| 17                                  | 21  | Aleksandr Khoroshilov         | Russie (OAR)       | 49.72   | 21   | 51.01   | 5    | 1:40.73 | +1.74  |
| 18                                  | 26  | David Chodounsky              | États-Unis         | 49.43   | 17   | 51.41   | 14   | 1:40.84 | +1.85  |
| 19                                  | 11  | Mattias Hargin                | Suède              | 49.71   | 20   | 51.51   | 18   | 1:41.22 | +2.23  |
| 20                                  | 17  | Fritz Dopfer                  | Allemagne          | 49.79   | 22   | 51.48   | 17   | 1:41.27 | +2.28  |
| 21                                  | 44  | Istok Rodeš                   | Croatie            | 49.60   | 18   | 51.81   | 22   | 1:41.41 | +2.42  |
| 22                                  | 32  | Phil Brown                    | Canada             | 50.22   | 26   | 51.72   | 21   | 1:41.94 | +2.95  |
| 23                                  | 41  | Elias Kolega                  | Croatie            | 51.18   | 29   | 50.94   | 4    | 1:42.12 | +3.13  |
| 24                                  | 29  | Adam Žampa                    | Slovaquie          | 49.91   | 24   | 52.36   | 26   | 1:42.27 | +3.28  |
| 25                                  | 49  | Marco Pfiffner                | Liechtenstein      | 51.09   | 28   | 52.22   | 24   | 1:43.31 | +4.32  |
| 26                                  | 51  | Laurie Taylor                 | Royaume-Uni        | 51.08   | 27   | 52.33   | 25   | 1:43.41 | +4.42  |
| 27                                  | 33  | Jung Dong-hyun                | Corée du Sud       | 51.79   | 31   | 53.28   | 28   | 1:45.07 | +6.08  |
| 28                                  | 74  | Iason Abramashvili            | Géorgie            | 52.69   | 35   | 55.00   | 29   | 1:47.69 | +8.70  |
| 29                                  | 25  | Erik Read                     | Canada             | 49.81   | 23   | 58.74   | 34   | 1:48.55 | +9.56  |
| 30                                  | 81  | Márton Kékesi                 | Hongrie            | 53.49   | 38   | 55.56   | 30   | 1:49.05 | +10.06 |
| 31                                  | 31  | Mark Engel                    | États-Unis         | 56.18   | 43   | 53.13   | 27   | 1:49.31 | +10.32 |
| 32                                  | 78  | Simon Breitfuss Kammerlander  | Bolivie            | 54.66   | 40   | 55.76   | 31   | 1:50.42 | +11.43 |
| 33                                  | 85  | Yuri Danilochkin              | Biélorussie        | 55.42   | 41   | 56.73   | 32   | 1:52.15 | +13.16 |
| 34                                  | 61  | Mohammad Kiadarbandsari       | Iran               | 55.66   | 42   | 57.03   | 33   | 1:52.69 | +13.70 |
| 35                                  | 57  | Andreas Žampa                 | Slovaquie          | 54.15   | 39   | 59.43   | 36   | 1:53.58 | +14.59 |
| 36                                  | 95  | Erjon Tola                    | Albanie            | 58.00   | 45   | 59.06   | 35   | 1:57.06 | +18.07 |
| 37                                  | 89  | Michael Poettoz               | Colombie           | 57.46   | 44   | 1:00.00 | 37   | 1:57.46 | +18.47 |
| 38                                  | 94  | Arthur Hanse                  | Portugal           | 58.26   | 46   | 1:00.35 | 38   | 1:58.61 | +19.62 |
| 39                                  | 103 | Albin Tahiri                  | Kosovo             | 1:00.80 | 48   | 1:02.13 | 39   | 2:02.93 | +23.94 |
| 40                                  | 98  | Evgeniy Timofeev              | Kirghizistan       | 1:01.56 | 49   | 1:02.37 | 40   | 2:03.93 | +24.94 |
| 41                                  | 88  | Andrej Drukarov               | Lituanie           | 59.40   | 47   | 1:07.77 | 42   | 2:07.17 | +28.18 |
| 42                                  | 100 | Ashot Karapetyan              | Arménie            | 1:02.47 | 50   | 1:05.61 | 41   | 2:08.08 | +29.09 |
| 43                                  | 108 | Choe Myong-gwang              | Corée du Nord      | 1:09.42 | 51   | 1:13.39 | 43   | 2:22.81 | +43.82 |
| —                                   | 4   | Henrik Kristoffersen          | Norvège            | 47.72   | 1    | DNF     | —    | —       | —      |
| —                                   | 27  | Naoki Yuasa                   | Japon              | 52.89   | 36   | DNF     | —    | —       | —      |
| —                                   | 34  | Trevor Philp                  | Canada             | 49.95   | 25   | DNF     | —    | —       | —      |
| —                                   | 37  | Nolan Kasper                  | États-Unis         | 52.44   | 34   | DNF     | —    | —       | —      |
| —                                   | 40  | Joaquim Salarich              | Espagne            | 52.07   | 33   | DNF     | —    | —       | —      |
| —                                   | 45  | Matej Falat                   | Slovaquie          | 51.86   | 32   | DNF     | —    | —       | —      |
| —                                   | 53  | Michał Jasiczek               | Pologne            | 51.64   | 30   | DNF     | —    | —       | —      |
| —                                   | 54  | Sam Maes                      | Belgique           | 52.90   | 37   | DNF     | —    | —       | —      |
| —                                   | 107 | Kang Song-il                  | Corée du Nord      | 1:11.43 | 52   | DNF     | —    | —       | —      |
| —                                   | 5   | Marcel Hirscher               | Autriche           | DNF     | —    | —       | —    | —       | —      |
| —                                   | 14  | Luca Aerni                    | Suisse             | DNF     | —    | —       | —    | —       | —      |
| —                                   | 18  | Jonathan Nordbotten           | Norvège            | DNF     | —    | —       | —    | —       | —      |
| —                                   | 19  | Jean-Baptiste Grange          | France             | DNF     | —    | —       | —    | —       | —      |
| —                                   | 23  | Linus Straßer                 | Allemagne          | DNF     | —    | —       | —    | —       | —      |
| —                                   | 28  | Štefan Hadalin                | Slovénie           | DNF     | —    | —       | —    | —       | —      |
| —                                   | 30  | Matej Vidović                 | Croatie            | DNF     | —    | —       | —    | —       | —      |
| —                                   | 36  | Riccardo Tonetti              | Italie             | DNF     | —    | —       | —    | —       | —      |
| —                                   | 38  | Juan del Campo                | Espagne            | DNF     | —    | —       | —    | —       | —      |
| —                                   | 39  | Kamen Zlatkov                 | Bulgarie           | DNF     | —    | —       | —    | —       | —      |
| —                                   | 42  | Žan Kranjec                   | Slovénie           | DNF     | —    | —       | —    | —       | —      |
| —                                   | 43  | Dalibor Šamšal                | Hongrie            | DNF     | —    | —       | —    | —       | —      |
| —                                   | 46  | Alex Vinatzer                 | Italie             | DNF     | —    | —       | —    | —       | —      |
| —                                   | 47  | Albert Popov                  | Bulgarie           | DNF     | —    | —       | —    | —       | —      |
| —                                   | 48  | Filip Zubčić                  | Croatie            | DNF     | —    | —       | —    | —       | —      |
| —                                   | 50  | Ondřej Berndt                 | Tchéquie           | DNF     | —    | —       | —    | —       | —      |
| —                                   | 52  | Kristaps Zvejnieks            | Lettonie           | DNF     | —    | —       | —    | —       | —      |
| —                                   | 55  | Adam Barwood                  | Nouvelle-Zélande   | DNF     | —    | —       | —    | —       | —      |
| —                                   | 56  | Kai Alaerts                   | Belgique           | DNF     | —    | —       | —    | —       | —      |
| —                                   | 58  | Emir Lokmić                   | Bosnie-Herzégovine | DNF     | —    | —       | —    | —       | —      |
| —                                   | 59  | Willis Feasey                 | Nouvelle-Zélande   | DNF     | —    | —       | —    | —       | —      |
| —                                   | 60  | Filip Forejtek                | Tchéquie           | DNF     | —    | —       | —    | —       | —      |
| —                                   | 62  | Ioannis Antoniou              | Grèce              | DNF     | —    | —       | —    | —       | —      |
| —                                   | 63  | Jan Zabystřan                 | Tchéquie           | DNF     | —    | —       | —    | —       | —      |
| —                                   | 64  | Ivan Kuznetsov                | Russie (OAR)       | DNF     | —    | —       | —    | —       | —      |
| —                                   | 65  | Itamar Biran                  | Israël             | DNF     | —    | —       | —    | —       | —      |
| —                                   | 66  | Dominic Demschar              | Australie          | DNF     | —    | —       | —    | —       | —      |
| —                                   | 67  | Marko Vukićević               | Serbie             | DNF     | —    | —       | —    | —       | —      |
| —                                   | 68  | Patrick Brachner              | Azerbaïdjan        | DNF     | —    | —       | —    | —       | —      |
| —                                   | 69  | Eldar Salihović               | Monténégro         | DNF     | —    | —       | —    | —       | —      |
| —                                   | 71  | Alexandru Barbu               | Roumanie           | DNF     | —    | —       | —    | —       | —      |
| —                                   | 72  | Antonio Ristevski             | Macédoine du Nord  | DNF     | —    | —       | —    | —       | —      |
| —                                   | 73  | Marko Stevović                | Serbie             | DNF     | —    | —       | —    | —       | —      |
| —                                   | 75  | Tormis Laine                  | Estonie            | DNF     | —    | —       | —    | —       | —      |
| —                                   | 76  | Adam Lamhamedi                | Maroc              | DNF     | —    | —       | —    | —       | —      |
| —                                   | 77  | Kim Dong-woo                  | Corée du Sud       | DNF     | —    | —       | —    | —       | —      |
| —                                   | 79  | Kai Horwitz                   | Chili              | DNF     | —    | —       | —    | —       | —      |
| —                                   | 80  | Igor Zakurdayev               | Kazakhstan         | DNF     | —    | —       | —    | —       | —      |
| —                                   | 82  | Michel Macedo                 | Brésil             | DNF     | —    | —       | —    | —       | —      |
| —                                   | 83  | Adam Kotzmann                 | Tchéquie           | DNF     | —    | —       | —    | —       | —      |
| —                                   | 84  | Casper Dyrbye Næsted          | Danemark           | DNF     | —    | —       | —    | —       | —      |
| —                                   | 86  | Matthieu Osch                 | Luxembourg         | DNF     | —    | —       | —    | —       | —      |
| —                                   | 87  | Serdar Deniz                  | Turquie            | DNF     | —    | —       | —    | —       | —      |
| —                                   | 90  | Rodolfo Dickson               | Mexique            | DNF     | —    | —       | —    | —       | —      |
| —                                   | 91  | Ivan Kovbasnyuk               | Ukraine            | DNF     | —    | —       | —    | —       | —      |
| —                                   | 92  | Dinos Lefkaritis              | Chypre             | DNF     | —    | —       | —    | —       | —      |
| —                                   | 96  | Connor Wilson                 | Afrique du Sud     | DNF     | —    | —       | —    | —       | —      |
| —                                   | 97  | Komiljon Tukhtaev             | Ouzbékistan        | DNF     | —    | —       | —    | —       | —      |
| —                                   | 99  | Alessandro Mariotti           | Saint-Marin        | DNF     | —    | —       | —    | —       | —      |
| —                                   | 101 | Shannon-Ogbani Abeda          | Érythrée           | DNF     | —    | —       | —    | —       | —      |
| —                                   | 102 | Jeffrey Webb                  | Malaisie           | DNF     | —    | —       | —    | —       | —      |
| —                                   | 104 | Yohan Goutt Goncalves         | Timor oriental     | DNF     | —    | —       | —    | —       | —      |
| —                                   | 105 | Allen Behlok                  | Liban              | DNF     | —    | —       | —    | —       | —      |
| —                                   | 106 | Muhammad Karim                | Pakistan           | DNF     | —    | —       | —    | —       | —      |
| —                                   | 70  | Sturla Snær Snorrason         | Islande            | DNS     | —    | —       | —    | —       | —      |
| —                                   | 93  | Nicola Zanon                  | Thaïlande          | DNS     | —    | —       | —    | —       | —      |